# Angol cocker spániel
Az Angol cocker spániel az egész világon kedvelt, bár meglehetősen kényessé vált kutyafajta. Bármely "vadászkutya"-színben előfordulhat.

## Tulajdonságai
Marmagassága 38-41 cm. Csendes, jóindulatú, (megfelelő mozgás esetén) nyugodt természetű, ezért városi tartásra kimondottan alkalmas. Vidám, pajkos állat. Mindig csóválja a farkát. Vadászkutya létére is jól be tud illeszkedni a családba.
Nagyon társaságkedvelő és embercentrikus kutyafajta. Elhancúrozik a gyerekekkel, és akkor a legboldogabb, ha szeretett családja körében élhet. Rendkívül barátságos fajta, és ezért kiváló családi kutya és jó választás gyerek mellé. Nagyon ragaszkodik gazdájához. 
Szeret a gazdája ölében ülni, vagy mellette feküdni a díványon. Ha ezt nem engedik meg neki, akkor legalább a földön heverne a gazdája mellett, és a fejét pihenteti a gazdi lábán. A legtöbb embert szereti, így nem válik belőle jó őrzőkutya. A cocker spániel ugyanakkor hihetetlenül temperamentumos, élénk és mozgékony fajta. Mindennap legalább egyórás nagy sétáltatásra és lehetőleg futtatásra van szüksége, és azonkívül még néhány rövidebb tíz perces kora reggeli, illetve késő estei sétára is. Így ha nem mozoghatja le fölös energiáit, akkor könnyen stresszessé, és ebből kifolyólag szeszélyessé válhat. Temperamentumától függően vagy mindent megrág, ugat egy csomót, esetleg a többi kutyával kötekedővé válik, különösen akkor, ha a gazdi hagyja, hogy kedvence a fejére nőjön. Ezért, ha lehetőségünk van rá, vigyük vízközelbe. Remekül úszik, és a pancsolás vagy a vízből való apportírozás is kedvelt szórakozásai közé tartozik. Nagyon játékos és társaságkedvelő kutya, ezért leginkább lakásban szeret gazdáival tartózkodni.
Viszonylag gyorsan tanul.